# Асоційоване тріо
Асоційо́ване трі́о (англ. Association Trio; груз. ასოცირებული ტრიო, латиніз.: asotsirebuli trio; рум. Trio Asociat) — тристоронній формат посиленої співпраці між Грузією, Молдовою та Україною щодо інтеграції до Європейського Союзу (ЄС). Формат відображає прагнення усіх трьох країн, що вже є асоційованими партнерами ЄС, увійти до Європейського Союзу і передбачає посилену співпрацю, координацію та діалог між міністерствами закордонних справ трьох країн, а також із ЄС із питань, що становлять спільний інтерес і стосуються європейської інтеграції цих країн, включаючи співпрацю у форматі «Східного партнерства».
Учасниці формату висловлюють чітку позицію прагнення трьох європейських держав «Асоційованого тріо» до членства в Євросоюзі та підтверджують свої зобов'язання щодо подальшого прогресу у виконанні Угод про асоціацію з ЄС, які, однак, не є кінцевою метою їх відносин з ЄС. У цьому контексті вони нагадують, що, відповідно до статті 49 ДЕУ, європейські держави, Грузія, Республіка Молдова й Україна мають європейську перспективу й можуть подати заявку на членство в Європейському Союзі за умови дотримання всіх необхідних критеріїв для членства в ЄС.
Координуючи разом свої дії, Грузія, Молдова й Україна прагнуть розширити можливості угод про асоціацію, сприяти секторальному зближенню з ЄС (транспортне співробітництво, зелений курс, юстиція та внутрішні справи, стратегічні комунікації, охорона здоров'я, безпека та оборона) та поступовій інтеграції до Внутрішнього ринку Європейського Союзу.

## Історія
Асоційоване тріо створили 17 травня 2021 року в Києві шляхом підписання спільного меморандуму між міністрами закордонних справ Грузії, Молдови та України.
24 червня 2021 року міністри закордонних справ Грузії, Молдови та України здійснили перший спільний візит до столиці Європейського Союзу — Брюсселя, де представили формат «Асоційованого тріо» представникам ЄС. Зокрема, обговорювали європейську інтеграцію трьох країн, подальшу лібералізацію торговельних відносин, а також нові перспективні напрями секторальної співпраці з ЄС, зокрема в галузі реалізації Європейського зеленого курсу та цифрового переходу.
19 липня 2021 року пройшов саміт Асоційованого тріо в Батумі за участю глав трьох держав і президента Європейської Ради Шарля Мішеля. Під час зустрічі Президент Грузії Саломе Зурабішвілі, Президент Республіки Молдова Мая Санду та Президент України Володимир Зеленський підписали Батумську декларацію, в якій вони підтвердили свою відданість продовженню реформ, передбачених угодами про асоціацію з ЄС і наголосили, що «надання європейської перспективи трьом асоційованим партнерам стане потужним стимулом та надасть поштовх для ще глибших та більш широких реформ». Також Володимир Зеленський запропонував Шарлеві Мішелю винести питання європейської перспективи на розгляд Європейської Ради.

## Механізми співпраці
Відповідно до спільних інтересів європейської інтеграції, учасниці співпрацюють з метою посилення своєї політичної асоціації та економічної інтеграції з ЄС, як це передбачено відповідними Угодами про асоціацію, та просування нових можливостей в рамках Східного партнерства. Учасники вважають, що значний потенціал подальшого розвитку інтеграції їх держав з ЄС вимагає, щоб інструменти та напрямки співпраці відповідали потребам та можливостям «Асоційованого тріо», надаючи більше можливостей посиленого політичного діалогу, а також більшої економічної та галузевої інтеграції.
Процес європейської інтеграції отримає користь від підходу, заснованого на стимулах («more for more»), спрямованого на встановлення прогресивних еталонів процесу інтеграції та забезпечення відчутних досягнень для їх суспільства. Внесок учасниць у співпрацю в рамках Східного партнерства не шкодити їх двосторонній співпраці з ЄС відповідно до їхніх європейських прагнень. Також підкреслюється важливість підтримки ЄС суверенітету та територіальної цілісности Грузії, Молдови й України в межах їхніх міжнародно визнаних кордонів, а також посилення їх стійкости та протидії викликам безпеки. Тріо продовжить працювати над посиленням ролі ЄС у просуванні мирного вирішення конфліктів у відповідних форматах та платформах.
Беручи до уваги амбітну та складну європейську програму реформ держав «Асоційованого тріо», держави визнають вирішальну роль допомоги ЄС, зокрема за допомогою спеціальних фінансових інструментів, що відповідає рівню їхніх зобов'язань та цілей та відповідає принципу обумовлености щодо прогресу в реформах.

### Ініціативи
Керуючись метою поглиблення їхнього процесу європейської інтеграції, а також бажаючи забезпечити подальший стратегічний розвиток Східного партнерства, учасниці домовились спільно сприяти в діалозі з інституціями ЄС та державами-членами ЄС таким цілям:
- Розширення порядку денного діалогів між Європейською Комісією та «Асоційованим тріо», крім питань, пов'язаних із ПВЗВТ, на нові тематичні напрямки для посиленої співпраці, такі як транспорт, енергетика, цифрова трансформація, зелена економіка, юстиція та внутрішні справи, стратегічні комунікації, охорона здоров'я;
- Вихід за рамки ПВЗВТ та розробка додаткових інструментів для полегшення та прискорення інтеграції «Асоційованого тріо» у внутрішній ринок ЄС;
- Посилення співпраці в галузі безпеки та оборони з ЄС з особливим акцентом на протидію гібридним загрозам, зміцненню кіберстійкости, розробці платформ співпраці з Гібридною ядерним синтетичним осередком ЄС та Агентством кібербезпеки ЄС, участі в місіях та операціях ЗПСО, а також участі в проєктах ЄС постійного структурованого співробітництва (PESCO);
- Сприяння подальшому залученню «Асоційованого тріо» до рамкових програм та установ ЄС;
- Підтримка мобілізації потужної допомоги ЄС для підтримання складних реформ «Асоційованого тріо» та забезпечення їхнього доступу до альтернативних фондів та ресурсів, що є в розпорядженні ЄС, у тому числі для реалізації проєктів, що становлять спільний інтерес;
- Координація спільних зусиль у рамках Східного партнерства на основі європейських прагнень та спільних потреб Асоційованого тріо.

### Методи співпраці
Для цілей Асоційованого тріо учасниці погодилися посилити свою співпрацю такими методами:
- Проведення регулярних та/або спеціальних тристоронніх консультацій з метою огляду поточних подій або обговорення конкретних питань в рамках їх інтеграції з ЄС, а також співпраці в рамках Східного партнерства;
- Створення координаторів «Асоційованого тріо» у міністерствах закордонних справ;
- Проведення координаційних нарад «Асоційованого тріо» щодо експертів, вищих посадових осіб та, за необхідности, на рівні міністрів напередодні важливих подій порядку денного Східного партнерства, з особливою увагою до заходів високого рівня;
- Проведення спільних дипломатичних демаршів до установ ЄС та держав-членів ЄС щодо спільно узгоджених питань, що стосуються їхніх європейських прагнень, спільних ініціатив щодо європейської інтеграції, а також співпраці в рамках Східного партнерства;
- Проведення узгодженої громадської комунікації щодо спільних підходів, пов'язаних з європейськими прагненнями «Асоційованого тріо» та співпраці в рамках Східного партнерства, включно з експертними заходами та публікаціями;
- Розробка нових платформ для діалогу з регіональними ініціативами із залученням держав-членів ЄС, спрямованих на мобілізацію підтримки європейських прагнень Тріо;
- Розгляд інших форм співпраці з огляду на нові події, потреби та стратегічні цілі, що випливають із прогресу в інтеграції Тріо з ЄС.

## Меморандум
Меморандум про взаєморозуміння між Міністерством закордонних справ Грузії, Міністерством закордонних справ та європейської інтеграції Республіки Молдова та Міністерством закордонних справ України
Про налагодження посиленого співробітництва з питань європейської інтеграції — «Асоційованого Тріо»
Міністерства закордонних справ Грузії, Республіки Молдова й України (далі «Учасники»):
Беручи до уваги європейський вибір, європейські прагнення та європейську ідентичність своїх держав,
Вітаючи намір один одного набути членства в Європейському Союзі,
Дотримуючись повною мірою цінностей, на яких заснований Європейський Союз,
Враховуючи історично близькі відносини та чим далі тісніші зв'язки між Європейським Союзом, його державами-членами та їхніми країнами, а також їхнє бажання амбітно й інноваційно зміцнювати і розширювати відносини,
Підкреслюючи суверенне право наших народів визначати власне майбутнє,
Встановивши політичну асоціацію та економічну інтеграцію з ЄС на підставі угод про асоціацію,
Визнаючи стратегічне значення «Східного партнерства» та залишаючись відданими його подальшому розвитку, Дійшли взаєморозуміння щодо такого:

…

## Тріо + 1
У грудні 2019 року, після восьмого пленарного засідання Парламентської асамблеї Євронест, усі члени ухвалили резолюцію, у якій окреслили різні цілі щодо інтеграції до ЄС, які мають бути досягнуті до 2030 року. Країни, асоційовані з ЄС, дозволяють їм рухатися швидше із впровадженням реформ та глибшою політичною та економічною інтеграцією з ЄС. У резолюції ввели термін «Тріо + 1», який представляє три угоди про асоціацію, укладені з Грузією, Молдовою та Україною, а також CEPA, утворену з Вірменією. Резолюція закликає сприяти подальшим інтеграційним зусиллям між ЄС та групою «Тріо + 1» протягом наступного десятиліття.

## Перспектива членства в ЄС
Станом на січень 2021 року Грузія та Україна готувалися офіційно подати заявку на членство в ЄС 2024 року, щоб приєднатися до Європейського Союзу в 2030-х роках. Однак російське вторгнення в Україну 2022 року прискорило цей процес і призвело до того, що Україна, Грузія та Молдова подали заявки на членство у лютому–березні 2022 року.
Європарламент зазначає, що, відповідно до статті 49 Договору з ЄС Грузія, Молдова та Україна, як і будь-яка інша європейська країна, мають європейську перспективу і можуть подати заявку на членство в ЄС відповідно до принципів демократії, — йдеться у резолюції Європейського парламенту в Брюсселі, ухваленій на останній сесії перед виборами до Європейського парламенту, які відбулися 23-25 травня 2014 р..